# Giano dell'Umbria
Giano dell'Umbria é uma comuna italiana da região da Umbria, província de Perugia, com cerca de 3.373 habitantes. Estende-se por uma área de 44 km², tendo uma densidade populacional de 77 hab/km². Faz fronteira com Castel Ritaldi, Gualdo Cattaneo, Massa Martana, Montefalco, Spoleto.

## Demografia
| Variação demográfica do município entre 1861 e 2011                               |
|                                                                                   |
| Fonte: Istituto Nazionale di Statistica (ISTAT) - Elaboração gráfica da Wikipedia |